# Llei d'Associacions Polítiques
Llei d'Associacions Polítiques, Estatut d'Associacions Polítiques i Dret d'Associació Política, foren els noms que van rebre diferents intents d'aperturisme durant el franquisme final i la transició espanyola abans de la convocatòria de les eleccions de 15 de juny de 1977.
Es pretenia evitar el nom de partits polítics, que inequívocament reflectiria la pretensió de crear un sistema multipartidista que superés l'unipartidisme del Movimiento Nacional franquista, mecanisme totalitari d'inspiració feixista que pretenia englobar la totalitat de les expressions de la vida pública i fins i tot privada, i que des del Decret d'Unificació de 1937 només permetia l'existència d'un partit polític que englobava a tots els que van recolzar Alzamiento Nacional del 18 de juliol de 1936: Falange Española Tradicionalista y de las JONS, al que ni tan sols era acceptat designar amb la paraula «partit».
L'expressió triada per al nou mecanisme de participació, «associacions polítiques», era prou ambigua com per permetre tot tipus d'interpretacions.

## Associacions i Moviment
Encara que la Llei Orgànica de l'Estat de 1966 es podia interpretar com una obertura de possibilitats en aquest sentit (d'una forma críptica preveia canalitzar dins dels Principis del Moviment el contrast de parers sobre l'acció política com una de les atribucions del Consell Nacional del Moviment), no es va emprendre cap iniciativa en els anys següents que permetés concretar-les.
L'activitat política partidista durant el franquisme discorria per cabals informals, expressant-se en les denominades famílies del franquisme entre les quals el propi Franco distribuïa alternativament parcel·les de poder (azules o falangistes, catòlics —la majoria dels procedents de la CEDA, els propagandistes de l'Associació Catòlica Nacional de Propagandistes, i a partir dels anys 50 els tecnòcrates vinculats a l'Opus Dei—, monàrquics —uns joanistes, uns altres carlins o requetés i finalment uns altres joancarlistes— i militars —presents a totes les famílies—). Disposaven fins i tot de mitjans de comunicació afins (Arriba, Ya, ABC, El Alcázar, Pueblo) i malgrat la comuna coincidència en la conveniència del manteniment del règim, les seves discrepàncies i puntuals enfrontaments eren notoris (generant alguns sonors escàndols), però òbviament ni tenien mecanismes de competència electoral ni estaven obertes a l'oposició (a excepció d'alguns grups marginats: els intel·lectuals de l'anomenat falangisme liberal, els esporàdics i contradictoris contactes de Joan de Borbó, o algunes figures ben integrades social i políticament que van acudir a l'anomenat contuberni de Múnic, i que van aconseguir més protagonisme per la seva repressió que per l'entitat real de la seva activitat opositora). Aquests eren els límits de la denominada democràcia orgànica.

## Govern Arias
Inicialment, fou l'últim president del govern de Franco, Carlos Arias Navarro, qui va declarar la seva intenció d'impulsar les associacions polítiques en el seu discurs denominat esperit del 12 de febrer de 1974. Malgrat la rectificació posterior, conseqüència l'oposició radical del denominat búnker (els partidaris de mantenir intacte el sistema polític franquista, que es va expressar en un article de José Antonio Girón de Velasco —el gironazo, 28 d'abril de 1974, Arriba—), i de la cojuntura revolucionària que s'estava vivint simultàniament a Portugal (revolució del 25 d'abril o dels clavells), es promulgà el decret-llei 7/1974 de 21 de desembre, d'Estatut d'Associacions Polítiques (Estatut Jurídic del Dret d'Associació Política), molt restrictiu.

## Govern Suárez
Posteriorment, el govern d'Adolfo Suárez (segon de la monarquia de Joan Carles I), propicià la Llei 21/1976, de 14 de juny, sobre el Dret d'Associació Política, un Registre d'Associacions Polítiques, que pel 2 d'octubre publicità haver rebut 22 sol·licituds, de les quals s'havien acceptat 10 (amb noms que evocaven tot l'espectre polític: Front Nacional Espanyol —Falange Española de las JONS—, Unión Nacional Española, Associació Laborista —Partit Laborista—, Defensa Agrària Social —Partit Agrari Espanyol—, Unión del Pueblo Español, Partit Popular —no confondre amb Alianza Popular, coalició inscrita el 9 d'octubre— Front Institucional —Partit Social Regionalista—, Nueva Izquierda Nacional, Partido Socialista Demócrata Español) i 9 es trobaven pendents o en tramitació (entre les quals havia d'extrema dreta —Fuerza Nueva, de Blas Piñar—, de dreta o centre —Partit d'Acció Nacional, Unió Demòcrata Cristiana— i d'esquerra —les diferents faccions del PSOE—). Les tres sol·licituds que incorporaven el nom de Falange es van rebutjar per existir ja un partit amb aquest nom, com preveia la llei (l'inscrit per Raimundo Fernández Cuesta). No hi havia presència ni del Partit Comunista d'Espanya ni de partits d'extrema esquerra o nacionalistes perifèrics (sí un denominat Unió Catalana).

## D'associacions a partits polítics
Després del referèndum que va aprovar la Llei per a la Reforma Política (6 de desembre de 1976) el sistema d'inscripció de partits es va flexibilitzar notablement mitjançant el decret-llei de 8 de febrer de 1977 (sobre el dret d'associació política), que va permetre la inscripció d'un alt nombre de partits (més de cent), inclòs el PCE, la legalització del qual (en la setmana santa —9 d'abril—) va ser un dels moments clau de la transició.